# 日王丸
日王丸（にちおうまる）は、日本の北星海運が所有する自動車運搬船である。全長は約170mで、2012年の竣工当時の日本の内航船としては最大規模。ソーラーパネルや低摩擦塗料など省エネルギー先進技術を搭載し、主に日産自動車の完成車や自動車部品の国内輸送にあたる。
同社では1992年1月に同名の「日王丸」が建造されているが、2011年8月に「日翔丸」に名称変更している。本項では2012年竣工船について述べる。

## 特徴
既存の自動車運搬船の多くと同様にランプウェイを備え、自走形式で自動車の積み下ろしを行うRO-RO式の貨物船である。甲板は7層構造。
最上部の甲板には281枚のソーラーパネルを設置。最大50kW/hの発電能力があり、乗組員の生活空間に供給する電力は太陽光発電で賄われる。全ての照明はLED照明が採用された。ランプウェイの昇降や揚錨機は、油圧式から電動式に改めた。船体側面には陸上電力供給システムのコネクターが設けられている。港湾停泊時に陸上から電源の供給を受けられるため、荷役のために発電機を動かす必要がなく、災害時には逆に船舶から陸上へ電力を供給することもできる。これらは、日本の内航船としては初の試みである。
喫水部の塗装には、日本ペイントマリンが開発した塗料「LF-Sea」が採用された。マグロの体表面の粘膜に着想を得た塗料で、摩擦抵抗を軽減し燃費向上に寄与する。旧来の船底防汚塗料と異なり、環境に有害な有機スズ化合物は含まない。
従来の同型船舶に比べて二酸化炭素排出量4,200トン（18%）、燃料1,800トンの節約となる。日産自動車は2016年度の二酸化炭素排出量を対2005年度比20%削減する、中期環境行動計画「ニッサン・グリーンプログラム2016」を2011年に掲げており、本船導入はその一環である。

## 航路
フジトランスグループの日藤海運の定期傭船により、1週間に2サイクル、追浜港（神奈川県横須賀市）－神戸港－苅田港（福岡県宮古郡苅田町）の航路を中心に運行され、日産自動車の完成車や、自動車部品を積載したトレーラーを輸送する。従来は2船で週4便であったが、本船の投入で週6便体制となった。